# Mike d'Abo
Michael David d'Abo (* 1. března 1944, Betchworth, Surrey, Anglie) je britský zpěvák a skladatel. V letech 1966-1969 byl členem skupiny Manfred Mann, kde nahradil Paula Jonese. Byl také spoluzakladatelem skupiny A Band of Angels.

## Diskografie
- 1970 – d'Abo
- 1972 – Down At Rachel's Place
- 1974 – Broken Rainbows
- 1987 – Indestructible
- 1988 – Tomorrow's Troubador
- 2001 – The Mike D'Abo Collection, Vol. 1: 1964-1970 - Handbags & Gladrags
- 2003 – A Little Miss Understood: Mike d'Abo Collection, Vol. 2
- 2004 – Handbags and Gladrags: The Mike D'Abo Songbook
- 2004 – Hidden Gems & Treasured Friends